# Dicznia (obwód kurski)
Dicznia (ros. Дичня) – wieś (ros. село, trb. sieło) w zachodniej Rosji, centrum administracyjne sielsowietu diczniańskiego w rejonie kurczatowskim obwodu kurskiego.

## Geografia
Miejscowość położona jest nad rzeką Dicznia (prawy dopływ Sejmu), 5 km od centrum administracyjnego rejonu (Kurczatow), 33 km od Kurska.
W granicach miejscowości znajdują się ulice: Kwartał 1, Kwartał 2, Kwartał 3, Kwartał 4, Kwartał 5, Kwartał 6, Kwartał 7, Kwartał 8, Kwartał 9, Kwartał 10, Kwartał 11, Lemieszowka, Leonowka, Mieziencewo, Rachmanowka, Sadowaja, Urocziszcze Rachol, Chrienowka, Sanatorij Kursk tierritorija.

## Demografia
W 2010 r. miejscowość zamieszkiwało 2370 osób.

## Atrakcje wsi
- Most wiszący[2]